# Deutsche Gesellschaft für Psychologische Schmerztherapie und -forschung
Die Deutsche Gesellschaft für Psychologische Schmerztherapie und -forschung e. V. (DGPSF) ist eine medizinisch-wissenschaftliche Fachgesellschaft für psychologische Schmerzexperten. Die DGPSF ist Mitgliedsgesellschaft der Arbeitsgemeinschaft der Wissenschaftlichen Medizinischen Fachgesellschaften und widmet sich der Forschung und Weiterbildung sowie spezieller schmerzpsychotherapeutischer Versorgung. 
Innerhalb der Deutschen Gesellschaft für Psychologische Schmerztherapie und -forschung kümmern sich acht Arbeitskreise um jeweilige Schwerpunktthemen: Kinderschmerz-Psychotherapie, Tumorschmerz-Psychotherapie, Patienteninformation, Schmerz und Beruf, Reha und Schmerz, Angestellte Psychotherapeuten, Niedergelassene Psychotherapeuten sowie Schmerz und Klassifikation.
Die Fachgesellschaft ist Mitglied der Deutschen Schmerzgesellschaft. Seit 2011 ist sie zudem Mitgliedsgesellschaft der Arbeitsgemeinschaft der Wissenschaftlichen Medizinischen Fachgesellschaften. Seither war die Deutsche Gesellschaft für Psychologische Schmerztherapie und -forschung an der Erarbeitung von 17 AWMF-Leitlinien beteiligt, unter anderem der S1-Leitlinie Diagnostik und Therapie des Kopfschmerzes vom Spannungstyp, der S3-Leitlinie Langzeitanwendung von Opioiden bei chronischen nicht-tumorbedingten Schmerzen oder der S3-Leitlinie Behandlung akuter perioperativer und posttraumatischer Schmerzen.
Die Deutsche Gesellschaft für Psychologische Schmerztherapie und -forschung vergibt alle zwei Jahre einen Förderpreis, der sich an den wissenschaftlichen Nachwuchs wendet. Der Nachwuchspreis wird in zwei Kategorien verliehen und prämiert herausragende Abschlussarbeiten und Dissertationen, die die Schmerzpsychotherapie behandeln sowie besondere Leistungen auf dem Gebiet der Grundlagenforschung zur Entstehung, Erhaltung und Behandlung akuter und chronischer Schmerzen darstellen. Auf der Jahrestagung der Fachgesellschaft wird jeweils ein Preis in der Kategorie Grundlagenforschung und ein Preis in der Kategorie Klinische Forschung vergeben. Die Early-Career-Preise sind mit jeweils 1.000 € dotiert.